# H&K HK53
H&K HK53は、H&K社製H&K HK33の短縮型（カービン）モデルである。

## 概要

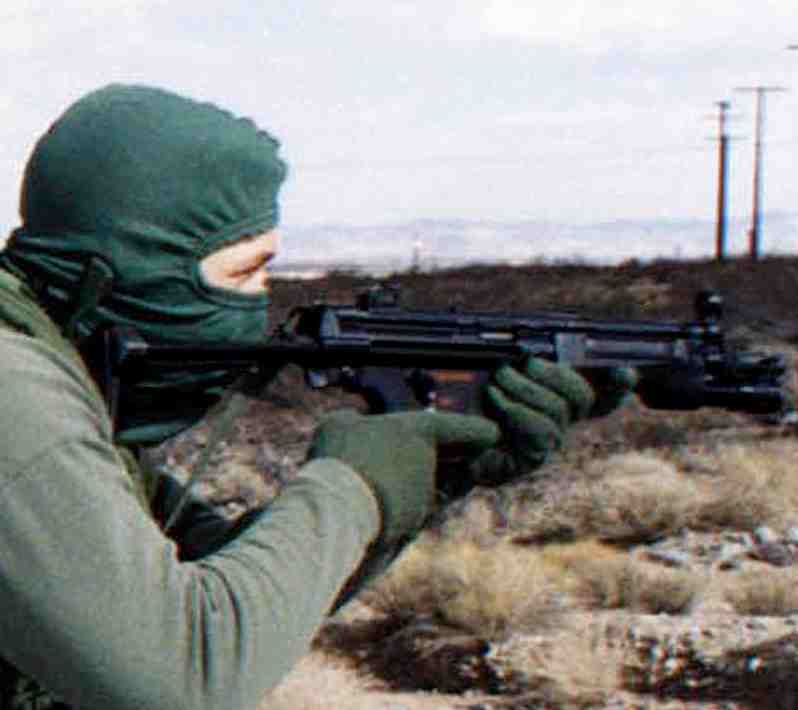
各種アクセサリーを装着したH&K HK53を構えるアメリカ海兵隊特別対応チーム（Special Reaction Team、略称: SRT）所属隊員（2001年2月7日撮影）

H&K社では、H&K G3をスケールダウンしたうえで5.56x45mm NATO弾を使用できるように再設計したアサルトライフルであるH&K HK33を開発したが、これを元にして特殊作戦などの用途を狙い、銃身などを短縮化したのがHK53である。
HK53は、HK33シリーズよりも銃身を179mm短縮しており、全長にして、基本形である伸縮銃床型で160mm（銃床展張時）/145mm（銃床短縮時）の短縮を実現している。これは、9x19mmパラベラム弾を使用する短機関銃であるH&K MP5の伸縮式銃床採用型に近い大きさである。このため、“サブマシンガン”と呼称される場合もある。
作動機構はHK33と同様にローラー遅延式ブローバックを採用し、トリガー・グループなど、一部の部品については、MP5との互換性が確保されている。
HK33シリーズがA1/A2からA3/A4に発展するに従って、HK53もA3準拠のモデルが開発された。また、装甲車の銃眼から射撃できるように再設計されたHK53 FPWが派生したほか、H&K G3以来引き継がれてきた金属製ドラム型照準器のかわりに、1.5倍の光学スコープを固定装備したGR2も開発された。
原形のHK33にNATOが正式採用しているSS109弾に対応した発展型であるHK33Eが開発されるとHK53も同様にSS109弾に対応したモデルが開発され、HK53Eの名称がつけられている。
HK53はヨーロッパを中心とした各国の軍や法執行機関で正式採用され、イギリス陸軍特殊空挺部隊SASをはじめ、日本警察特殊急襲部隊SATでも使用されている。